# Airi Matsui
Airi Matsui (松井愛莉, Matsui Airi, Iwaki, 26 de dezembro de 1996) é uma idol, cantora, modelo e atriz Japonesa. Ela é representada pela agência de talentos Amuse e foi integrante de dois grupos dessa agência: Sakura Gakuin e seu subgrupo SCOOPERS.

## Biografia
Em sua juventude, Matsui dificilmente aparecia em público, mas seu pai propôs "Eu lhe compro um celular se vencer", e em 2009 participou da "13ª audição de modelos nicola" realizada pela revista de moda para adolescentes nicola, onde foi a vencedora entre outras 14,076 pessoas. No mesmo ano, estreou como modelo exclusiva da revista na edição de outubro. Em janeiro de 2011, dividiu a capa da revista com outras garotas pela primeira vez; além de ter sido autorizada a participar do Nico☆Log, diário online onde as modelos da revista publicam regularmente, a partir de abril de 2011. Em abril de 2010, iniciou suas atividades como integrante do grupo idol Sakura Gakuin, e em novembro, juntamente de Ayaka Miyoshi, iniciou suas atividades como integrante do grupo SCOOPERS, subgrupo de Sakura Gakuin. Em 8 de dezembro de 2010, estreou no grupo Sakura Gakuin com o single major "Yume ni Mukatte / Hello ! Ivy". Em julho de 2011, Matsui foi nomeada como garota-imagem do site Mahou no Island. No dia 25 de março de 2012, encerrou suas atividades como integrante do grupo Sakura Gakuin com uma cerimônia de graduação intitulada Sakura Gakuin 2011 Nendo Sotsugyo ~Tabidachi~. Em junho de 2012, tornou-se modelo da L'Ecole Vantan High School.[carece de fontes?] Em 15 de fevereiro de 2013, foi escolhida, entre 400 pessoas, ganhadora na audição "Garota CM 2013", realizada pela revista de informações de casamentos Zexy. Matsui estampou pela primeira vez a capa da revista nicola, na edição de março de 2013. Em abril de 2013 graduou da revista nicola onde estampou, juntamente de outras modelos, a capa da edição de maio de 2013. Em 2013, foi nomeada gerente de suporte do "92° Campeonato Nacional de Futebol da Escola Secundária". Em 2014, tornou-se modelo para a revista Ray, e após esporadicamente estampar as capas da revista com outras modelos, em agosto estampou sozinha a capa da edição de outubro.

## Detalhes pessoais
Em 2012, a altura de Matsui era 1,70 cm.

## Afiliações
- Sakura Gakuin (2010–2012)
  - SCOOPERS (subgrupo de Sakura Gakuin; 2010–2012)

## Discografia

### Sakura Gakuin
Álbuns
1. Sakura Gakuin 2010 Nendo ~message~ (27 de abril de 2011)
2. Sakura Gakuin 2011 Nendo ~Friends~ (21 de março de 2012)

Singles
1. "Yume ni Mukatte / Hello! Ivy" (8 de dezembro de 2010)
2. "Friends" (23 de novembro de 2011)
3. "Verishuvi" (21 de dezembro de 2011)
4. "Tabidachi no Hi ni" (12 de fevereiro de 2012)

## Filmografia

### Filmes
| Título                     | Data de lançamento     | Distribudor  | Papel |
| -------------------------- | ---------------------- | ------------ | ----- |
| Omoi no Koshi (想いのこし) | 22 de novembro de 2014 | Toei Company | Kay   |

### Doramas televisivos
| Título                                                                      | Episódios / Datas de transmissão      | Empresa transmissora | Papel        |
| --------------------------------------------------------------------------- | ------------------------------------- | -------------------- | ------------ |
| Yamada-kun to Nananin no Majo (山田くんと7人の魔女)                         | 10 de agosto – 28 de setembro de 2013 | Fuji TV              | Noa Takigawa |
| GTO: Great Teacher Onizuka                                                  | 8 de julho – 16 de setembro de 2014   | Kansai TV            | Kaeko Furuya |
| Hell Teacher Nūbē ([[:ja:地獄先生ぬ〜べ〜#テレビドラマ\|地獄先生ぬ〜べ〜]]) | 11 de outubro de 2014 – atualmente    | NTV                  | Kyoko Inaba  |

### Comerciais
- Recruit Marketing Partners - Zexy (maio de 2013 – abril de 2014) / Garota propaganda da sexta geração[18][19]
- Asahi Shimbun - Gōkaku Ōen BOOK (julho de 2013 – atualmente)
- GREE Grani - Kami Goku no Valhalla Gate (setembro de 2013 – atualmente)[20][21]
- LOTTE Co., Ltd.
  - Fit's (fevereiro de 2014 – atualmente)
  - Ghana Chocolate (2014)[22][23]

### Vídeos musicais
- KERAKERA - "Sayonara Daisuki Dattayo" (さよなら大好きだったよ)

### Modelo em capas de álbuns
- Ai no Uta Bitter Sweet Tracks→mixed by Q；indivi+ / Ai no Uta J-POP NON STOP MIX → MIXED BY DJ FUMI★YEAH! (23 de julho de 2014)[24][25]

## Ligaçoes externas
- Perfil oficial na Amuse, Inc. (em japonês)
- Blog oficial (Airi's.@ diary) na Ameblo (em japonês)
- Airi Matsui no X (em japonês)